# Квасац
Квасац (Fermentum) је једноћелијска гљивица која претвара скроб у шећер, а шећер у алкохол и угљен-диоксид. Користи се за алкохолно варење и дизање теста. Први квасац настао је пре више стотина милиона година и тренутно је препознато најмање 1.500 врста. Процењује се да они чине 1% свих описаних врста гљива.
На ћелијама се уочавају испупчења која расту и након неког времена се одвоје. Када се одвоје наставе да живе самостално. Најчешће се размножавају пупљењем али неки се размножавају и спорама.
Квасци немају посебне органеле за кретање. Кисеоник упијају целим телом. Уз помоћ кисеоника који удишу и шећера којим се хране долазе до енергије. Квасци могу да створе енергију И без кисеоника, тада избацују угљен-диоксид И алкохол. Овај процес се назива ферментација или алкохолно врење.
Људи користе ову способност квасца да претварају шећер у алкохол и тако од разног воћа (грожђа,шљива,кајсија…) праве вина и друга алкохолна пића.Већина квасца у себи садржи комплекс витамина Б.
Квасци живе у земљишту али воле и подлоге богате шећерима, као што су плодови И цветови са цветним соковима. Они могу и да изазови кварење хране. За нас је посебно важна кандида.
Кандида иначе нормално живи у цревима човека, устима, женским полним органима и у мањој мери на површини коже. Превише кандиде у цревима изазива грчеве, надимање И пролив.

## Галерија
- Ћуп „Ћупче” из периода XIX-XX век. Служио је за чување квасца. Део је збирке грнчарија (керамика) Народног музеја у Лесковцу.